# Asmate partitaria
Asmate partitaria là một loài bướm đêm trong họ Geometridae.